# Lucien Romani
Pour les articles homonymes, voir Romani (homonymie).
Lucien Romani (1909-1990) est un ingénieur français, concepteur d'une des premières éoliennes pour EDF à la fin des années 1950, par ailleurs auteur de théories physiques dans les années 1970.

## Carrière

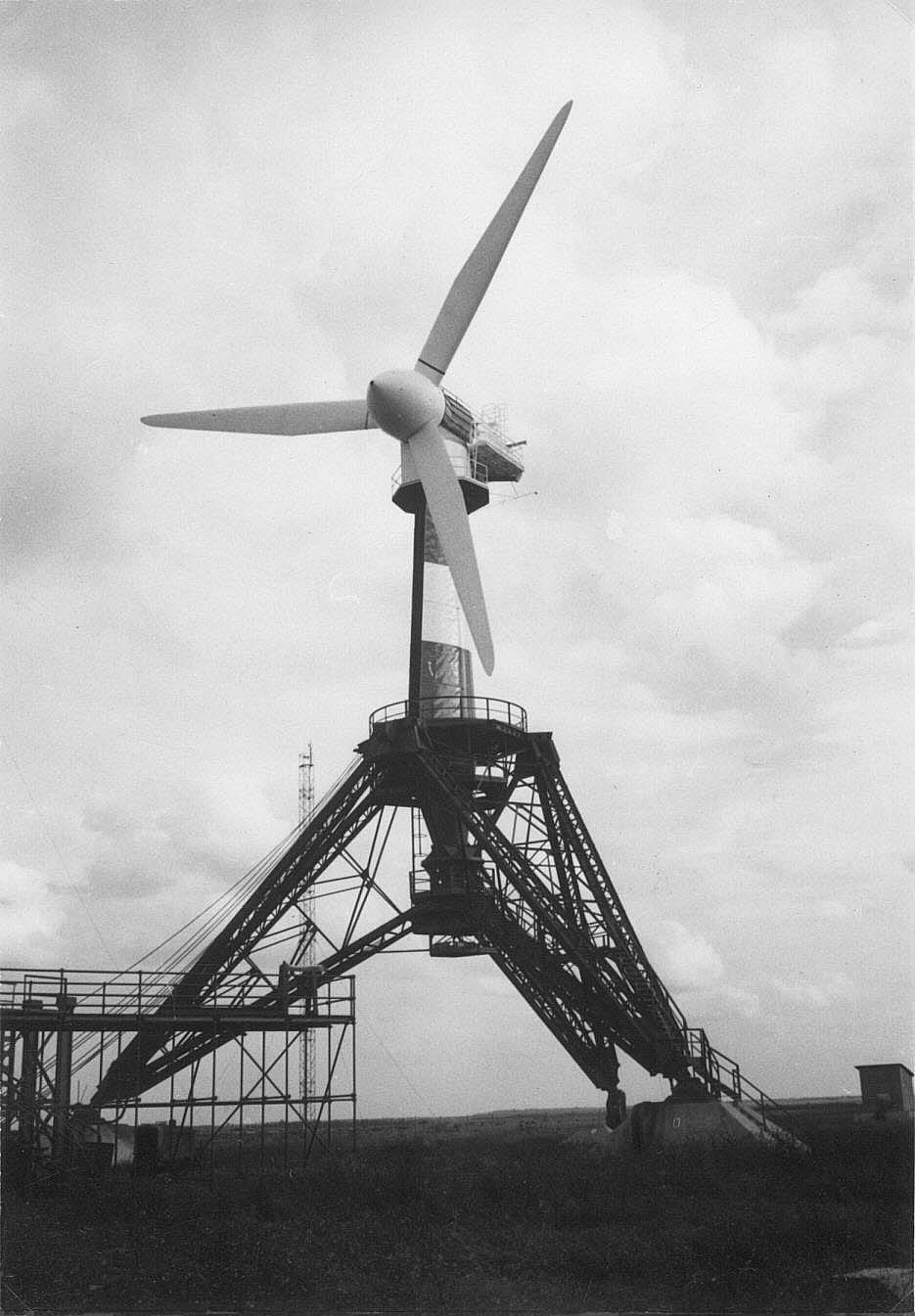
Éolienne BEST-Romani à Nogent-le-Roi (Eure-et-Loir) 1955-1966.

Autodidacte, il crée en 1946 un bureau d'études, le BEST (Bureau d'études scientifiques et techniques): ce bureau participe pour la DER (direction des études et recherches) d'EDF à la construction d'une des premières éoliennes françaises, à Nogent-le-Roi. Cette éolienne produit effectivement du courant utilisé dans le réseau électrique de 1958 à 1962; elle cesse de fonctionner à la suite d'un incident fin 1962, et concomitamment aux débuts du nucléaire civil. Romani devient en 1965 directeur du Laboratoire aéronautique Eiffel.
Dans une seconde partie de sa carrière, Romani conçoit une théorie physique (qui n'a pas été validée scientifiquement), qu'il appela théorie de l'éther constitutif, et publia quatre ouvrages à ce sujet (liste ci-dessous). Dans ses travaux cosmogoniques, Lucien Romani s'est inspiré d'Émile Belot.

## Ouvrages
- Théorie générale de l’Univers physique (Réduction à la cinématique). Tome 1, Principes et méthodes, Albert Blanchard, 1975.
- Théorie générale de l’Univers physique (Réduction à la cinématique). Tome 2, Applications, Albert Blanchard, 1976.
- La Naissance du système solaire, Albert Blanchard, 1983.
- Structure des grandeurs physiques (Analyse dimensionnelle absolue), Albert Blanchard, 1989.

## Documentation externe
- L'aérogénérateur 800 KVA BEST-Romani (L'Eolienne de Nogent Le Roi (France) 1955-1966 site de J.-L. Cavey, fils d'un collaborateur du BEST).
- P. Bruyerre, « Dynamiques d’innovation technique et d’intégration socio-économique – Le cas de l’éolienne en Allemagne, au Danemark et en France », thèse préparée à l’École des Hautes Études en Sciences Sociales, Centre Alexandre Koyré, sous la direction de Liliane Hilaire-Pérez, et soutenue le 30 novembre 2017.
- P. Bruyerre, « La puissance du vent. Des moulins à Vent aux éoliennes modernes », Histoire et techniques, Presses Universitaires du Midi, 2020  (ISBN 978-2-8107-0675-4)
- Alexandre Moatti, « Étude d’un cas d’alterscience : l’ingénieur Lucien Romani (1909-1990) », in Stéphane François (dir.), Un XXIe siècle irrationnel ? Analyses pluridisciplinaires des pensées « alternatives », Paris, CNRS éditions, 2018 (article en ligne).